# Monte Macolod
Monte Macolod (también llamado monte Makulot o monte Maculot) es una montaña ubicada en la ciudad de Cuenca en la provincia de Batangas, en Filipinas. Esta montaña es popular entre los escaladores y los campistas, y constituye la mayor atracción turística del municipio.
La montaña es de aproximadamente 947 m (3.107 pies) de altura y también se encuentra junto al lago Taal. El monte Makulot y su muro de piedra volcánica de 700 metros (2.300 pies) de alto, se dice que es parte del borde del cráter de la Caldera Taal.